# Phrynichus andhraensis
Espèce
Phrynichus andhraensis est une espèce d'amblypyges de la famille des Phrynichidae.

## Distribution
Cette espèce est endémique d'Inde. Elle se rencontre en Andhra Pradesh dans le district de Kurnool et au Telangana dans le district de Mahbubnagar dans les Ghats orientaux.

## Description
La femelle holotype mesure 19,00 mm.

## Étymologie
Son nom d'espèce, composé de andhra et du suffixe latin -ensis, « qui vit dans, qui habite », lui a été donné en référence au lieu de sa découverte, l'Andhra Pradesh.

## Publication originale
- Bastawade, Rao, Maqsood Javed & Krishna, 2005 : A new species of whip-spider (Phrynichidae: Amblypygi) from Andhra Pradesh, India. Zoos' Print Journal, vol. 20, no 12, p. 2091-2093 (texte intégral).